# Cytharopsis
Cytharopsis is een geslacht van weekdieren uit de klasse van de Gastropoda (slakken).

## Soorten
- Cytharopsis butonensis (Schepman, 1913)
- Cytharopsis cancellata A. Adams, 1865
- Cytharopsis exquisita (E. A. Smith, 1882)
- Cytharopsis radulina Kuroda & Oyama, 1971